# Francisco Hernández Juárez
Francisco Hernández Juárez (n. Ciudad de México, Distrito Federal, 3 de septiembre de 1949) es un dirigente sindical, miembro del Partido de la Revolución Democrática e ingeniero electrónico en comunicaciones por el Instituto Politécnico Nacional.
A la edad de 16 años, ingresó a trabajar a Teléfonos de México, en el área de centrales mantenimiento. En 1976 fue elegido Secretario General del Sindicato de Telefonistas de la República Mexicana, bajo el lema NO REELECCIÓN cargo que ha mantenido por 47 gracias a que impide el registro de planillas de oposición además del control total del proceso, ya que las asignaciones dentro del sindicato son de manera directa y unilateral.
Para 1982 fue sacado del recinto sindical por la base de trabajadores debido al descontento general por la falta de resultados y la pérdida de derechos sindicales de líderes naturales locales llamados de LÍNEA DURA , más tarde ese mismo año con la ayuda del gobierno federal y de FIDEL VELÁZQUEZ por medio de la fuerza pública recupera las instalaciones del STRM
En 1987 fue elegido presidente del Congreso del Trabajo.  Estos sindicatos constituyeron en 1990 la Federación de Sindicatos de Empresas de Bienes y Servicios (FESEBS), de la cual Hernández Juárez fue Secretario General fundador.
en 1991 participó de forma activa en la PRIVATIZACIÓN de teléfonos de México efectuada por Salinas de Gortari.  En 1992, Hernández Juárez promovió una alianza de su sindicato con los de trabajadores de telecomunicaciones de Estados Unidos (CWA) y Canadá (CEP). En 1997, luego de renunciar al Congreso del Trabajo, promovió la formación de la Unión Nacional de Trabajadores (UNT), afiliando al sindicato de telefonistas al PRD Sin la aprobación de la base de trabajadores de la cual ha sido Presidente Colegiado.
En 2003, fue elegido Presidente de todos los sindicatos de telecomunicaciones del continente americano en el sindicato mundial Union Network Internacional (UNI), en donde es miembro del Comité Ejecutivo Mundial y Vicepresidente del Comité Mundial de Telecomunicaciones. Pese a ello permitió la desincorporacion de materia de trabajo de la empresa CTBR para dar paso a limpieza mexicana con salarios precarios y condiciones laborales adversas durante la época de oro de teléfonos de México  Actualmente se desempeña como Secretario General y Presidente Colegiado de la Unión Nacional de Trabajadores.
fundador de la caja de ahorro de los telefonistas en donde sus familiares son altos ejecutivos con salarios de 5mdp anuales repartidos en 8 personas miembros del consejo de administración y vinculados a ARTDECO una constructora de su yerno con contratos de hasta MIL MILLONES DE PESOS  por asignación directa por supuestas remodelaciones
Para 2024 a manera de buscar la aprobación del partido gobernante, participó en la formación de la fallida mega central obrera AGT en donde destaca la participación del Diputado y líder minero Napoleón Gómez Urrutia  el que parece ser su único aliado dentro de la política mexicana
en septiembre del 2024 le fue negada la toma de nota por la Falta de apego a la ley de género, y altamente cuestionado por los métodos de represión presentes en todos los procesos de elección de los comisionados nacionales

## Enlacesexternos
- Francisco Hernández Juárez en la página oficial de la Cámara de Diputados. Archivado el 30 de abril de 2010 en Wayback Machine.

- Datos: Q5865986